# Колумбус (Огайо)
Колу́мбус (англ. Columbus [kəˈlʌmbəs]) — пятнадцатый по численности населения город США, столица штата Огайо.
Население — 787,0 тыс. человек (2010), с предместьями — 1 858 500 чел. (32-я по численности агломерация в США).
В США существуют ещё 20 больших и малых городов с таким названием.

## История
До прибытия белых переселенцев за территорию современного Огайо соперничали племена шауни и ирокезов, ведя постоянные кровопролитные войны. С конца XVII века права владения Огайо оспаривали Англия и Франция, при этом фактически район являлся частью Новой Франции. Начав с пушной торговли, французы постепенно перешли к колонизации территории. В начале 1750-х Джордж Вашингтон был направлен британцами в этот район с целью организации борьбы с французскими поселениями. Спор за Огайо стал искрой, зажегшей пожар Семилетней войны. Победу в войне одержали англичане, и по условиям Парижского мира 1763 года Новая Франция была уничтожена, а территория, включая Огайо, передана Британской империи.
После получения Соединёнными Штатами независимости поток колонистов хлынул на запад через Аппалачи. В 1797 году молодой переселенец из Виргинии Лукас Салливан (англ. Lucas Sullivant) основал на месте сегодняшнего Колумбуса маленькую деревню, названную Фраклинтон в честь его кумира Бенджамина Франклина (в наши дни это один из районов города). После получения Огайо статуса штата в 1803 году началось соперничество между городами Чилликоте и Заннесвиль за право стать его столицей. Законодательное собрание нового штата перемещалось между этими двумя городами, пока, наконец, в 1812 году не приняло решение о создании новой столицы штата в его примерном географическом центре. Город был назван в честь Христофора Колумба.
В 1833 году город сильно пострадал от эпидемии холеры.

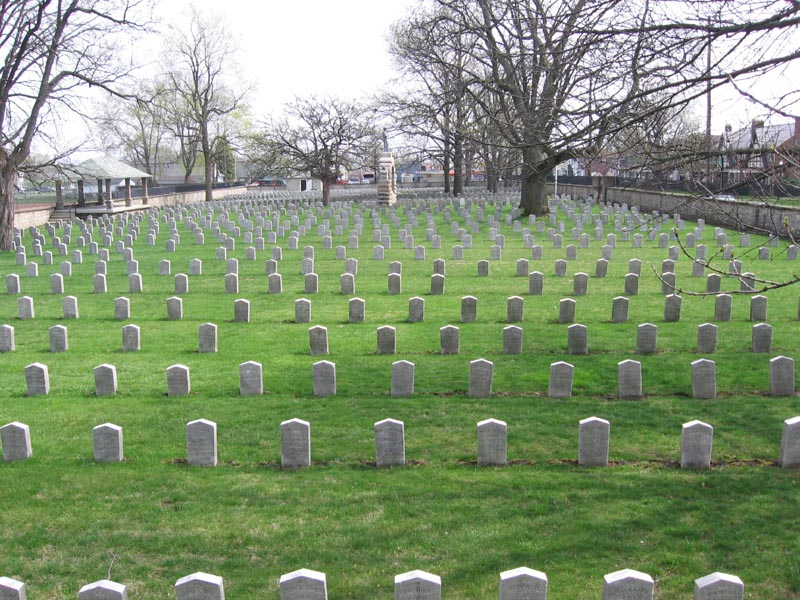
Кладбище концлагеря Кэмп-Чейс, где захоронены 2 260 заключённых-конфедератов.

В 1834 году на общегородском голосовании был утверждён городской устав. К тому времени население Колумбуса превысило 3 500 человек, большинство из которых были немцами и ирландцами. 7 января 1857 года, после 18 лет строительства, был открыт Капитолий штата Огайо.
В годы гражданской войны в окрестностях Колумбуса располагался концлагерь для пленных конфедератов Кэмп-Чейс, в котором за 3,5 года от голода и болезней умерло свыше 2000 заключённых (из 25 000 прошедших через него).
К концу XIX века Колумбус стал крупным промышленным центром США, население города выросло до 125 000 человек.
В 1908 году в городе была запущена первая в мире станция водоочистки, фильтровавшая и смягчавшая поставляемую горожанам воду. 25 марта 1913 года в Колумбусе произошло катастрофическое наводнение, послужившее причиной гибели 90 человек и оставившее без крыши над головой тысячи жителей западной части города. Связь с внешним миром во время наводнения поддерживалась через любительскую радиостанцию — первый в мире случай такого рода.
С середины XX века Колумбус, как и другие крупные города США, испытывал проблемы, связанные с деиндустриализацией, бегством белых и превращением центральных районов в «цветные» гетто, рассадники преступности и антисанитарии. Программы восстановления центра города стали приносить первые результаты только к середине 1990-х.

## География и климат
Город расположен на реке Сайото, протекающей по оставшейся после ледника равнине. Несколько холмов высотой 60-150 метров имеются на западной окраине территории.
Колумбус лежит на южной окраине зоны умеренно континентального климата, с жарким, дождливым летом и холодной, сухой зимой.
| Показатель                                                                | Янв.  | Фев.  | Март  | Апр.  | Май   | Июнь  | Июль  | Авг.  | Сен.  | Окт.  | Нояб. | Дек. | Год  |
| ------------------------------------------------------------------------- | ----- | ----- | ----- | ----- | ----- | ----- | ----- | ----- | ----- | ----- | ----- | ---- | ---- |
| Абсолютный максимум, °C                                                   | 23    | 26    | 29    | 32    | 36    | 39    | 41    | 39    | 38    | 34    | 27    | 24   | 41   |
| Средний суточный максимум, °C                                             | 2,8   | 4,9   | 10,6  | 17,8  | 23,4  | 27,9  | 29,7  | 28,9  | 25,4  | 18,6  | 11,3  | 5,3  | 17,2 |
| Средняя температура, °C                                                   | −1,3  | 0,3   | 5,3   | 11,8  | 17,4  | 22,2  | 24,1  | 23,3  | 19,6  | 12,9  | 6,4   | 1,4  | 11,9 |
| Средний суточный минимум, °C                                              | −5,6  | −4,3  | 0,0   | 5,7   | 11,3  | 16,4  | 18,6  | 17,7  | 13,6  | 7,1   | 1,7   | −2,6 | 6,6  |
| Абсолютный минимум, °C                                                    | −30   | −29   | −21   | −10   | −4    | 2     | 6     | 4     | −1    | −8    | −21   | −27  | −30  |
| Среднее число солнечных часов в месяц                                     | 110,6 | 126,3 | 162,0 | 201,8 | 243,4 | 258,1 | 260,9 | 235,9 | 212,0 | 181,3 | 104,2 | 84,3 | 2183 |
| Среднее число дней с осадками                                             | 15    | 12    | 13    | 14    | 14    | 12    | 11    | 10    | 9     | 10    | 11    | 13   | 141  |
| Норма осадков, мм                                                         | 76    | 61    | 92    | 98    | 101   | 110   | 119   | 95    | 80    | 74    | 71    | 80   | 1056 |
| Источник: Национальное управление океанических и атмосферных исследований |       |       |       |       |       |       |       |       |       |       |       |      |      |

## Население
По данным переписи 2010 года в Колумбусе проживали 787 033 человека, имелось 331 602 домохозяйства и 176 037 семей.
Расовый состав населения:
- белые — 59,3 % (в 1900 — 93,4 %)
- Афроамериканцы — 28 %

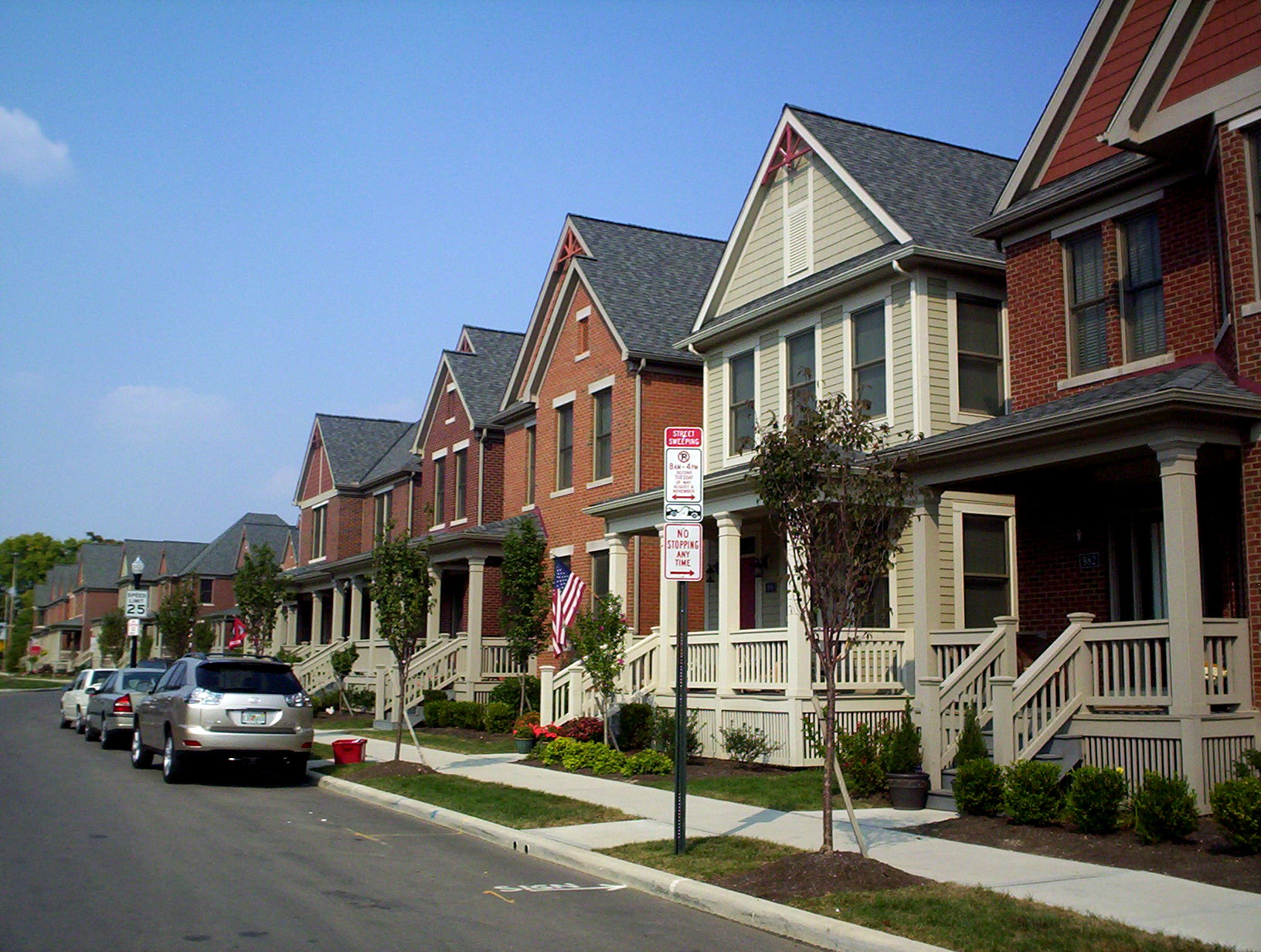
Улица в пригороде Колумбуса

- латиноамериканцы (всех рас) — 5,6 %
- азиаты — 4,1 %

Каждый пятый горожанин — немецкого происхождения, каждый десятый — ирландского. В последние годы быстрыми темпами растёт численность иммигрантов из Индии, Сомали и Мексики.

## Экономика

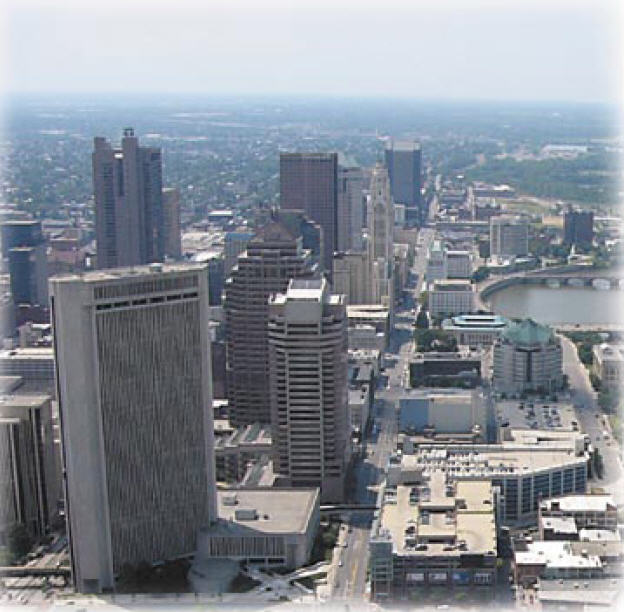
Деловая часть Колумбуса

Колумбус обладает мощной диверсифицированной экономикой, в городе широко представлены такие отрасли, как авиастроение, производство электроники и энергетического оборудования, пищевая промышленность, текстильная отрасль, страховое и банковское дело, оборонная промышленность. В Колумбусе находятся штаб-квартиры шести корпораций из списка Fortune 500:
- Nationwide Mutual Insurance Company (финансы и страхование)
- American Electric Power (энергетика)
- Limited Brands (модная одежда)
- Momentive Specialty Chemicals (пластмассы)
- Big Lots (розничная торговля)
- Cardinal Health (фармацевтика, находится в пригороде Колумбуса)

Также значительную роль в экономике города играют здравоохранение и образование (в частности, здесь находится Университет штата Огайо). Благодаря статусу столицы штата в Колумбусе размещено множество органов власти различных уровней, а также юридических и лоббистских фирм.

## Транспорт
Город обслуживается международным аэропортом Колумбус имени Джона Гленна (IATA: CMH, ICAO: KCMH), расположенным в 10 километрах к востоку от делового центра, с пассажирооборотом около 6 млн человек в год. Регулярные пассажирские рейсы совершаются в большинство крупных городов США, а также в Торонто и Канкун (сезонно). Аэропорт был базовым для компании Skybus Airlines до её банкротства в 2008 году.
Железнодорожные пассажирские перевозки прекращены в 1977 году. В настоящее время обсуждается строительство скоростной магистрали до Цинциннати в рамках реализации программы Ohio Hub, но бюджетный кризис как на федеральном, так на местном уровнях делает осуществление проекта маловероятным.
Колумбус является важным узлом дорожной сети США, через город проходят межштатные шоссе I-70 и I-71, а также скоростные дороги US 23, US 33 и US 40.
Общественный транспорт в Центральном Огайо, включая Колумбус, находится под управлением организации Central Ohio Transit Authority и включает в себя 98 автобусных маршрутов, 21 из которых проходят непосредственно по территории города.

## Спорт
В городе базируется клуб НХЛ «Коламбус Блю Джекетс», который дебютировал в сезоне-2000/01. Также располагается футбольный клуб «Коламбус Крю», выступающий в MLS.

## Города-побратимы
Колумбус имеет 10 городов-побратимов.
- Италия: Генуя (1955)
- Китайская Республика: Тайнань (1980)
- Китай: Хэфэй (1988)
- Дания: Оденсе (1988)
- Испания: Севилья (1988)
- Германия: Дрезден (1992)
- Израиль: Герцлия (1996)
- Индия: Ахмадабад (2008)
- Бразилия: Куритиба (2014)
- Гана: Аккра (2015)

|  |
|  |
|  |